# Transtillstånd
Transtillstånd eller besatthet är en dissociativ störning eller ett symtom på en psykos, som kännetecknas av ett ofrivilligt tillstånd av trans och upplevelsen av att ha en förändrad identitet.

## Symtom
Under transtillstånd förlorar personen upplevelsen av sin identitet, och medvetandet förändras genom att personen inte är närvarande, omgivningen ter sig fjärran, att personen är svår att få kontakt med, och att personen inte kommunicerar. Känslan av identitetsförändring kan yttra sig i att personen anser sig vara besatt, styrd av en extraordinär kraft, till exempel en ande eller demon. Rörelsemönstret inskränks och personen blir ofta tämligen orörlig.
Det finns tre nivåer av trans.
1. Lätt trans - motorisk påverkan, antingen genom hämning eller överdrift.
2. Mellannivå - personen känner inte smärta, har tillfällig amnesi och är lättsuggererad.
3. Djup trans - ett somnambulistiskt tillstånd där man inte kan få kontakt med personen, som kan ha förändrad upplevelse av sin identitet och behåller transtillståndet med ögonen öppna.

Ett dissociativt transtillstånd kännetecknas av stereotypa rörelser och en medvetandesänkning som gränsar till stupor. Ibland skiljs besatthetstillstånd som en särskild form av tillståndet, eftersom alla med transtillstånd inte har den upplevelsen. Besatthetsupplevelsen fungerar förklarande för den dissociativa personen.
Som transtillstånd räknas endast tillstånd som saknar andra dissociativa symtom än den spontana transen (det kallas annars blandade dissociativa syndrom).

## Orsaker och differentialdiagnoser
Ett transtillstånd är bara patologiskt om det är ofrivilligt, om personen själv inte kan häva det. Religiösa transtillstånd är frivilliga och har initierats av personen själv, varför dessa inte inbegrips i den psykiska störningen.
Dissociativa störningar uppkommer till följd av extrem stress eller ett trauma. Transtillstånd kan således uppkomma efter en akut stressreaktion eller panik. Transtillstånd kan också ingå i symtombilden vid en akut psykos eller en schizofren psykos såsom ett negativt symtom, då alltid i kombination med positiva symtom (hallucinationer, vanföreställningar och tankestörningar). Vid dissociativt transtillstånd saknas positiva symtom; både hörsel- och synhallucinationer kan emellertid förekomma vid hysterisk psykos.
Vid transtillstånd är personen inte medvetslös. Arten av förändrat medvetandetillstånd och etiologin kan skilja transtillstånd från hjärnskador och organisk personlighetsstörning. Det påminner också om tillstånd som kan uppstå efter hjärntvätt och psykisk misshandel under fångenskap.
Diagnosen dissociativt transtillstånd är kontroversiell, bland annat för att det möjligen kan framkallas av samhället, det vill säga vara en kulturspecifik psykisk störning som för övrigt uppfyller kraven på dissociativ störning. Exempel på ett kulturspecifikt, dissociativt transtillstånd är amok. Dock förekommer transtillstånd globalt, även om tillståndet kan ha kulturspecifika yttringar.
Transtillstånd saknas som diagnos i DSM-IV och ICD-9, men finns med i ICD-10 och DSM-IVTR.